# 阿古拉斯洋流

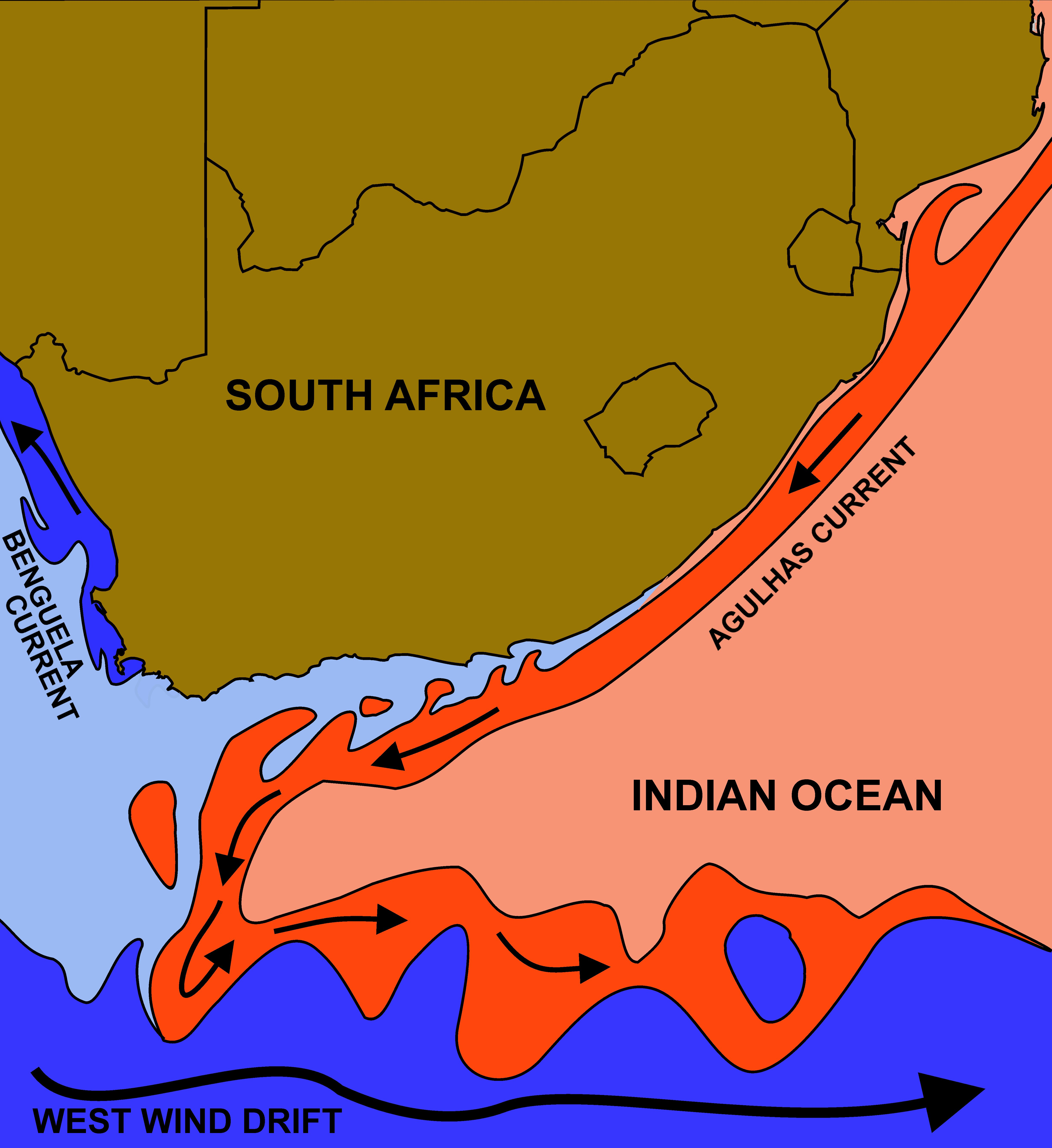
沿着非洲东岸的阿古拉斯洋流（紅色）

阿古拉斯洋流（Agulhas current）是印度洋西南部的西边界流（western boundary current），沿着非洲东岸从27°S 流至 40°S。该洋流窄、急而强；有人甚至认为它可能是世界大洋中最大的西边界流，其净流量大概为100斯维尔德鲁普(Sv)，其它可与之相比的西边界流流量都相对较小，如巴西洋流为16.2Sv，黑潮为42Sv。